# 강득만
강득만은 대한민국의 가수다. 2013년 싱글 《평화로다》로 데뷔했다.

## 방송
- 가스펠스타C 7 (2017) - 금상

## 음반
- 평화로다 (2013)
- 주는 내 모든 힘되시며(2013)
- 가스펠스타C 시즌7 (2017)
- 갈급함 (Feat. 강득만)(2022)
- 원함 (Feat. 강득만)(2022)
- 죄인 (Feat. 강득만) (2022)
- 은밀함 (Feat. 강득만) (2022)
- 주를 의지해 (Feat. 강득만) (2023)
- 손 잡아 주시는 분 (Feat. 강득만)(2024)
- 하나님의 평안 (Feat. 강득만)(2024)
- 보라(Look to his grace) (2024)
- 주는 나의 (2024)
- 거주할 처소(우리들워십)(2024)
- 밑동 짤린 나무(Brand New Praise)(2024)
- 그 한 사람 (2025)
- 돌이키고 살게 하소서(2025)